# Бунімович Євген Абрамович
Бунімович Євген Абрамович  (27 травня, 1954, Москва) — російський педагог, автор підручників з математики, поет, громадський діяч. Кандидат педагогічних наук.

## Життєпис
Походить з родини вчителів. Євген Абрамович — третє покоління вчителів в родині. Закінчив у 1970 р. фізико-математичну школу № 2 [нині — ліцей «Вторая школа»]. Має диплом МГУ им. М. В. Ломоносова, закінчив механіко-математичний факультет.
З 1976 р. — на педагогічній роботі в школі (вчитель математики). З 1986 — віце-президент Російської асоціації вчителів математики. У 2002–2006 рр. — член Президії Федеральної експертної ради з питань освіти. З 2008 р. — головний редактор російських науково-методичних журналів — «Математика в школе» та «Математика для школьников».
Заслужений вчитель РФ, кандидат педагогічних наук.
Одружений, має сина.

## Літературна діяльність
Один з засновників московського Клубу «Поэзия» (1986). Перша книга віршів оприлюднена у 1990 р. в Парижі, після неї з'явилися і видання у Росії.
Вірші Бунімовича перекладені на низку мов, серед яких — англійська, французька, німецька, голландська, китайська, арабська, іспанська, польська, румунська. Був ініціатором (у 1999) і президентом міжнародного фестивалю «Биеннале поэтов в Москве», а також інших літературних акцій. Захоплення віршами Є. А. Бунімовича надихнуло до створення незвичної пам'ятки — голландський художник Анрі Якобс (Henri Jakobs) виклав камінцями бруківки в місті Брюссель вірш російського поета чотирма мовами.

## Видання
- (Книги віршів, російською)

Просто нет такого города Парижа. — Париж, 1990.
Потому что живу. — М.: АСИ, 1992.
Стихи. — М.:Музей Сидура, 1994.
Естественный отбор. — М.: Владом, 1999. (2-е издание — М.: МИПКРО, 2001.)
Зал ожидания. — Париж, 2002.
Ежедневник. — М.: ОГИ, 2006.
Моленбек. Палимпсест. — Брюссель-Москва, 2007.
Стихи. — М.: Союз писателей Москвы, 2008.
Линия отрыва. — М.: Новая газета, 2009.
Избранное. — М.: Астрель, Аванта+, 2010.
- (Книги статей та есе, російською)

Уроки и перемены. — Москва, 1999/2000.
Вверх по лестнице, которой нет. — Москва, 2001.
Ежедневник. — Москва, 2006.